# Yacouba Isaac Zida
Yacouba Isaac Zida (Yako, 16 de novembro de 1965) é um oficial militar de burquinabé, foi primeiro-ministro interino no ano de 2015. Foi presidente de seu país no ano de 2014.
O tenente-coronel declarou-se chefe de estado interino do Burquina Fasso em 1 de novembro de 2014, após a queda do regime Blaise Compaoré, mas entregou o poder a Michel Kafando 16 dias depois.